# Horton Ledge
La Horton Ledge (in lingua inglese: Cengia Horton) è una cengia rocciosa antartica, situata all'estremità sudoccidentale del Pecora Escarpment, nel settore sudovest dei Monti Pensacola in Antartide. 
La cornice rocciosa è stata mappata dall'United States Geological Survey (USGS) sulla base di rilevazioni e foto aeree scattate dalla U.S. Navy nel periodo 1956-66.
La denominazione è stata assegnata in onore di Edward C. Horton, Jr., tecnico elettronico in servizio presso la Stazione Plateau nell'inverno del 1966.